# موسی زای شریف
موسی زای شریف (به انگلیسی: Mussa Zai Sharif) یک شورای اتحادیه در پاکستان است که در ناحیه دیره اسماعیل خان واقع شده‌است.